# Agyrtiola
Agyrtiola is een geslacht uit de onderfamilie van de beervlinders (Arctiinae) uit de familie van de Spinneruilen.

## Soorten
- A. niepelti Gaede, 1926